# The Girl from Ipanema
The Girl from Ipanema (Garota de Ipanema) egy örökzöld, 1962-ben írt bossa nova, ami Grammy-díjat kapott 1965-ben. Szerzői: Antônio Carlos Jobim és Vinicius de Moraes. Az angol szöveget Norman Gimbel írta. A dal a világ egyik legtöbbször feldolgozott és előadott dzsessz-sztenderdjévé vált.

## Története

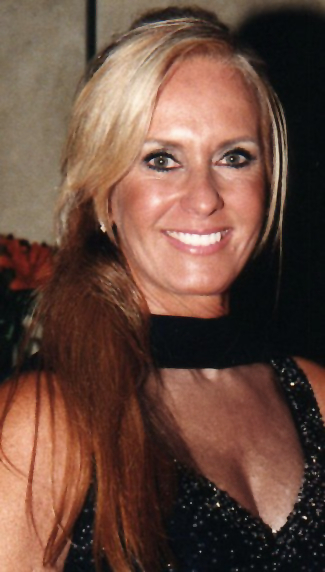
Heloísa Pinheiro 2006-ban

Állítólag Jobim és de Moraes egy Rio de Janeiro-i bár teraszán ültek, amikor megláttak egy arra sétáló magas, barna hajú, zöld szemű modellt. A megbámult lány hatására átírták a Menina que Passa című dalukat, amit korában egy musicalhez írtak. A mese szerint Jobim régóta figyelte a lányt, szerelmes is volt belé, de házas, gyermekes emberként nem mert közeledni hozzá. A lány, Heloísa Pinheiro tizenhét éves volt, a divatos Ipanema városrészében lakott. Moraes szerint: „...igazi fiatal carioca volt, aranyló tinédzser lány, virág és hableány keveréke, csupa fény és méltóság, akinek látványa szomorú is, mert a vízhez vezető úton magában hordozza a fiatalság mulandó érzését, és a szépségét, amely nem csak a miénk – az élet ajándéka a maga gyönyörű és melankolikus, állandó apályában és dagályában.”
A dal első felvételén Pery Ribeiro énekelt és gyorsan népszerűvé lett Brazíliában. Norman Gimbel angol szövegével 1963-ban jelent meg, ezen Antônio Carlos Jobim zongorázik, João Gilberto gitározik, Astrud Gilberto énekel és Stan Getz szaxofonozik a lemezen.

## Híres előadói
(Női előadók gyakran The Boy from Ipanema címmel énekelik)
- Amy Winehouse
- Astrud Gilberto & Stan Getz
- Bebel Gilberto
- Sergio Mendes & Brasil 66
- Frank Sinatra
- Nat King Cole
- Sammy Davis Jr. & Count Basie
- Al Jarreau
- Carlos Santana
- Herbie Hancock
- James Last
- Henry Mancini
- Richard Clayderman
- Cher
- Madonna
- Diana Krall
- Trini Lopez
- Oscar Peterson
- Los Indios Tabajaras
- Doris Day
- Caterina Valente
- Shirley Bassey
- Petula Clark
- Rosemary Clooney
- Ella Fitzgerald
- Eartha Kitt
- Peggy Lee
- The Supremes
- Crystal Waters
- Sarah Vaughan
- Andrea Motis
- Vera Henderson
- Cyrille Aimée & Diego Figueiredo
- Sinead O'Connor
- Bolba Éva Trió

### Dalszöveg
(nyers fordítás)
 Nézd, milyen gyönyörű, csupa báj

 Egy lány, aki jön és elmegy

 Csípője édesen hullámzik, ahogy a partra sétál

 A lány teste arany az ipanemai naptól

 Csípője ringása versnél is gyönyörűbb

 A legszebb dolog ami valaha is elhagyott

 Ó, miért vagyok ilyen magányos?

 Ó, miért vagyok ilyen szomorú?

 Mi ez a szépség?

 Szépség, ami nem csak az enyém

 Ó, ha tudná, hogy mikor elmegy mellettem

 Az egész világ csupa báj

 És a szerelem még szebbé teszi

## Érdekességek
- Rácz Zsuzsa Állítsátok meg Terézanyut! című első regényében említés szintjén szerepel a dal Frank Sinatra-féle előadása.
- Lawrence Block Bérgyilkos inkognitóban című művében Keller szórakozottan The Girl with Emphysemát mond a dal valódi címe helyett.
- Murakami Haruki 1963/1982年のイパネマ娘 (1963/1982 no Ipenema musume, Girl from Ipanema, 1963/1982) címmel írt novellát, amely először 1982-ben jelent meg, és megjelenik a dal a Norvég erdő című regényében is.
- A dal felhangzik az Azok a csodálatos Baker fiúk című filmben is.